# Afromorgus pauliani
Afromorgus pauliani är en skalbaggsart som beskrevs av Haaf 1954. Afromorgus pauliani ingår i släktet Afromorgus och familjen knotbaggar. Inga underarter finns listade i Catalogue of Life.